# Barter Boooks
Barter Books er en boghandel ier Alnwick, der har specialiseret sig i antikvariske bøger. Butikken har mere end 200.000 besøgende om året, hvoraf omkring 40 % ikke er fra lokalområdet. Det er en af de største antikvariater i Europa. Den bliver betragtet som en lokal turistattraktion og den er blevet beskrevet som "British Library for antikvariske bøger."
Boghandlen er indrettet i den victorianske Alnwick railway station, der blev tegnet af William Bell og åbnede i 1887. Stationen blev lukket, da jernbanen Alnwick branch line stoppede i 1968. Barter Books blev åbnet i 1991.
Butikken er kendt for sit brug af sit brug af byttehandler, hvor kunder kan bytte deres bøger for kredit på fremtidige køb i butikken.
Barter Books har også været udsat for kriminelle handlinger ved flere lejligheder. Den 3. maj 2007 skrev den lokale avis, Northumberland Gazette, at butikken havde fået en bog til en værdig af mere end £2.000 tilbage, efter at den var blevet stjålet fem år forinden. Den er også blevet udsat for et fupnummer, hvor der blev snupper £200, men dette blev senere løst i retten.
Barter Books trak overskrifter i 2000, da ejeren i en kasse med gamle bøger han havde købt på auktion opdagede, en plakat fra 1939 med sloganet "Keep Calm and Carry On", der senere er blevet et internationalt fænomen. Optryk af plakaten har været ophængt på steder som Buckingham Palace, 10 Downing Street og den amerikanske ambassade i Belgien.

## References
1. ↑  Town map leaves tourists in the dark - Northumberland Today (Webside ikke længere tilgængelig)
2. ↑  Accommodation in Britain, hotels, hostel, campus, self-catering, apartments : VisitBritain (Webside ikke længere tilgængelig)
3. ↑  "Alnwick - Tourism - England - Discover UK - About The UK - China". Britishcouncil.org. Hentet 2014-04-21.
4. ↑  Benton, A M: England by the Book: A Guide to the Best Bookstores and Libraries Arkiveret 31. januar 2013 hos  Wayback Machine
5. ↑  "Aln Valley Railway and Society @". Railways-of-britain.com. Arkiveret fra originalen 18. januar 2016. Hentet 2014-04-21.
6. ↑  "Alnwick Branch". Arkiveret fra originalen den 8. august 2007. Hentet 9. oktober 2016.{{cite web}}:  CS1-vedligeholdelse: Uegnet url (link)
7. ↑  "Happy ending for stolen rare book - Northumberland Today". Northumberlandgazette.co.uk. Hentet 2014-04-21.
8. ↑  "Cash scam warning to traders - Northumberland Today". Northumberlandgazette.co.uk. 2007-05-25. Arkiveret fra originalen 3. marts 2016. Hentet 2014-04-21.
9. ↑  "About". Keepcalmhome.com. Hentet 2014-04-21.
10. ↑  What Crisis? Keep Calm and Carry On: The Poster we Can't Stop Buying - The Guardian